# Nucleósido
Los nucleósidos son glicosilaminas, cuya estructura consiste en una base nitrogenada (purina o pirimidina) unida mediante un enlace covalente con una pentosa, que puede ser ribosa o desoxirribosa. Ejemplos de nucleósidos son la citidina, uridina, adenosina, guanosina, timidina y la inosina.
Cuando se une uno o varios grupos fosfatos a la pentosa, se convierten en nucleótidos. Estos son los monómeros de los ácidos nucleicos, es decir el ADN y el ARN. En las células, los nucleósidos pueden ser fosforilados por quinasas, tales como la nucleósido monofosfato quinasa.El término "nucleósido" fue acuñado por primera vez en 1909 por Phoebus Levene, cuando se logró purificar la guanosina monofosfato a partir del ARN de levadura.
Los nucleósidos pueden ser de dos tipos, dependiendo de la pentosa que contengan:
- Ribonucleósidos: la pentosa es la ribosa.
- Desoxirribonucleósidos: la pentosa es la 2-desoxirribosa.

## Lista de nucleósidos y sus bases nitrogenadas
Considerando todas las combinaciones posibles de bases nitrogenadas y pentosas, existen en total 15 nucleósidos como componentes estructurales principales del ADN o ARN. Estos solo tienen en cuenta las bases nitrogenadas primarias o canónicas (ver bases nitrogenadas modificadas o no canónicas para consultar los nucleósidos correspondientes). 
La notación de sus nombres sigue un sistema de dos símbolos para cada nucleósido (ej.: adenosina puede ser tanto A como Ado), donde ambos son complementarios y se utilizan en diferentes contextos para evitar posibles ambigüedades. Por ejemplo, los símbolos de una letra (A,C,T/U y G) son preferibles cuando se habla de secuencias largas de nucleósidos, mientras que los de tres letras (Ado, Cyt, m5U/U y Guo), lo son para secuencias cortas.
| Tipo de base nitrogenada | Base nitrogenada                        | Ribonucleósido                            | Desoxirribonucleósido                                            |
| ------------------------ | --------------------------------------- | ----------------------------------------- | ---------------------------------------------------------------- |
| Purinas                  | Adenina Símbolo A o Ade                 | Adenosina Símbolo A o Ado                 | Desoxiadenosina Símbolo dA o dAdo                                |
| Purinas                  | Guanina Símbolo G o Gua                 | Guanosina Símbolo G o Guo                 | Desoxiguanosina Símbolo dG o dGuo                                |
| Pirimidinas              | Timina (5-metiluracilo) Símbolo T o Thy | 5-metiluridina (ribotimidina) Símbolo m5U | Timidina (desoxitimidina) Símbolo dT o dThd (en desuso: T o Thd) |
| Pirimidinas              | Uracilo Símbolo U o Ura                 | Uridina Símbolo U o Urd                   | Desoxiuridina Símbolo dU o dUrd                                  |
| Pirimidinas              | Citosina Símbolo C o Cyt                | Citidina Símbolo C o Cyd                  | Desoxicitidina Símbolo dC o dCyd                                 |